# Chojniczanka Chojnice
Der Chojniczanka Chojnice ist ein polnischer Fußballverein aus Chojnice in der Woiwodschaft Pommern. Chojniczanka spielt seit der Saison 2023/24 in der drittklassigen 2. Liga.

## Geschichte
Chojniczanka Chojnice wurde am 10. März 1930 als KS Chojniczanka gegründet. Die Farben des Vereins sind Gelb, Weiß und Rot. Chojniczanka beendete die Saison 2012/13 auf dem 2. Platz der Gruppe West der 2. Liga und schaffte damit den erstmaligen Aufstieg in die 1. Liga, die zweithöchste polnische Spielklasse. Im Pokal schaffte es der Verein in der Saison 2015/16 erstmals ins Viertelfinale, was er 2017/18 wiederholen konnte. Am Ende der Saison 2019/20 stieg Chojniczanka als Vorletzter in die Drittklassigkeit ab. 2022 stieg man wieder in die zweitklassige 1. Liga auf und stieg direkt wieder ab.

## Erfolge
- Aufstieg in die 1. Liga: 2013
- Viertelfinale Polnischer Fußballpokal: 2015/16, 2017/18